# 任平
任平（1975年10月—），原名孟平，男，中国企业家，籍貫浙江浦江，於四川成都成長。

## 生平
1975年出生于四川成都，16歲前跟隨母親孟軍姓孟，是华为公司创始人兼总裁任正非之子，毕业于中国科学技术大学，目前担任华为下属的慧通公司总经理。孟晚舟是他的胞姊。
2010年10月，有传言称任正非在为任平接班华为铺路，随后华为否定了此说法。